# Сваямбху
Сваямбху (санскр. स्वयम्भू) — метафизический и философский термин в индуизме со значением «спонтанно самопорождённый» или «самосущее существо». Сваям значит — «сам», «себя», а бху означает «сотворённый». В вариантах используется в тантрическом буддизме.

## Сваямбху-лингам
В Индии термином сваямбху-мурти (буквально означающее «самосущий (нерукотворный) образ») называют двенадцать Шива-лингам — Джьотирлингамов, что значит «образы, самовозникшие из света»:
1. Соманатха
2. Малликарджуна
3. Махакалешвара
4. Омкарешвара
5. Вайдьянатха
6. Бхимашанкара
7. Рамешвара
8. Нагешвара
9. Вишванатха
10. Трьямбакешвара
11. Кедарнатха
12. Гхришнешвара

А также пять Бхуталингамов — символов пяти (панча) элементов (бхут):
1. Калахастишвара
2. Джамбукешвара
3. Аруначалешвара
4. Экамбарешвара
5. Натараджа

У индуистов в Индии и Шри-Ланке есть ряд других сваямбху-мурти — это так называемые нерукотворные образы Ганеши, Вишну, Лакшми, Деви и др.